# Robin Krauße
Robin Krauße (* 2. April 1994 in Rudolstadt) ist ein deutscher Fußballspieler, der sowohl in der Abwehr als auch im Mittelfeld eingesetzt werden kann.

## Karriere
Krauße begann mit dem Fußballspiel in seiner thüringischen Heimat beim SV Thuringia Königsee. Schon mit zwölf Jahren wechselte er 2006 in das Jugendinternat des damaligen Zweitligisten Carl Zeiss Jena. Dort rückte er schon nach einem halben Jahr vorzeitig von der D- in die C-Jugend auf. Ein weiteres Jahr später spielte er schon bei den B-Junioren, mit denen er in die Bundesliga aufstieg, in der er die Mannschaft in der Saison 2009/10 als Kapitän führte. In 24 von 26 Spielen kam der defensive Mittelfeldspieler zum Einsatz und konnte am Ende den Klassenerhalt erreichen. In der folgenden Saison wechselte Krauße an die Ostsee zum F.C. Hansa Rostock. Dort stieg er zwar in der Saison 2010/11 aus der U-17-Bundesliga ab, spielte aber teilweise auch schon für die A-Junioren der Mecklenburger, mit denen er im DFB-Pokal das Finale erreichte, dort aber gegen den SC Freiburg nicht zum Einsatz kam. In der Saison 2011/12 war er Stammspieler und Kapitän. Ein weiteres Jahr später wurde er mit seiner Mannschaft deutscher Vize-Meister, konnte aber aufgrund einer Sprunggelenksverletzung nicht an den drei Meisterschaftsendrundenspielen gegen den FC Bayern München und den VfL Wolfsburg teilnehmen.
2013 unterschrieb Krauße seinen ersten Profivertrag. Nach überstandener Verletzung debütierte er schließlich im Oktober im Landespokal in der ersten Mannschaft der Norddeutschen. Seinen ersten Einsatz in der 3. Liga absolvierte er als Rechtsverteidiger am 8. Februar 2014 beim Auswärtssieg gegen die SpVgg Unterhaching.
Zu seinem Jugendverein FC Carl Zeiss Jena zurück wechselt Krauße im Sommer 2015; er unterschrieb einen Einjahresvertrag. Im Januar 2016 wechselte er zum Zweitligisten SC Paderborn 07, bei dem er einen bis Juni 2019 gültigen Vertrag unterschrieb. Im Sommer 2018 wechselte Krauße zum FC Ingolstadt, den er nach drei Jahren verließ, um sich Zweitliga-Absteiger Eintracht Braunschweig anzuschließen.
Robin Krauße ist seit Dezember 2017 mit der Springreiterin Angelina Krauße (gebürtige Herröder) verheiratet.

## Erfolge
- 2015: Landespokalsieger (mit dem F.C. Hansa Rostock) [6]